# Marta Mason
Marta Mason (Camposampiero, 10 febbraio 1993) è una cantante ed ex calciatrice italiana, di ruolo attaccante.

## Carriera

### Calciatrice

#### Club
Cresce calcisticamente nelle giovanili del Piombino Dese, dove milita nella squadra maschile dai 7 fino ai 13 anni d'età. Nel 2006 entra nella prima squadra femminile della carriera, a Barcon, fino a quando venne notata dal Venezia dove entra in rosa nel 2008 giocando con la maglia arancio-nero-verde due stagioni in Serie A fino al termine del campionato 2009-2010, collezionando 31 presenze ed andando a segno per 6 volte.
L'anno seguente la Reggiana acquista Mason per disputare la stagione 2010-2011 in maglia granata, dalla quale al termine del campionato, complice della decisione della società di non iscriversi alla Serie A, si congeda con un attivo di 25 presenze e 6 gol.
Durante l'estate 2011 firma un accordo con il Chiasiellis per continuare a giocare in Serie A nel campionato 2011-2012. Con la società friulana rimane una sola stagione per passare a fine campionato all'AGSM Verona.
Con le gialloblu disputa due stagioni tra Champions League e Serie A, una delle quali la nomina miglior giocatrice d’andata a soli 19 anni con 19 goal in 14 presenze. Nell’estate 2014, anno in cui ha iniziato a lavorare da massoterapista, decide di trasferirsi al Mozzanica.
Nell'estate 2016 ha annunciato il suo ritiro dal calcio giocato a causa dell’infortunio al tendine d’Achille che non le permetterà più di allenarsi e giocare come avrebbe voluto. Proprio nella stessa estate ad agosto prova ,senza obiettivi e aspettative, ad inviare un video provino per i casting di amici, ed è qui che inizia la sua avventura all’interno del programma di Maria De Filippi..
Dopo una pausa di un anno è tornata al calcio giocato, trovando un accordo con il Valpolicella, neopromosso in Serie A.
Al termine del campionato 2018-2019, concluso con la vittoria sul Milan con conseguente salvezza all'ultima giornata, ha annunciato per la seconda volta l'addio al calcio.
Dopo anni dipesi da infortuni causati dal problema cronico al tendine d’achille,decide di porre fine alla sua carriera da calciatrice..

#### Nazionale
Ha esordito con la nazionale italiana under-17 nell'ottobre 2008,in un torneo in Polonia dove viene premiata miglior calciatrice.
In Italia gioca a Bardolino la prima partita delle qualificazioni europee nel vittorioso  3 a 1 contro le pari età dell'Azerbaigian, per passare successivamente all'Under-19.
Con l'under 19 disputerà europei e qualificazioni al mondiale, che sarà costretta a saltare a causa della periostite alla gamba sinistra.
La convocazione in maggiore avviene ai 19 anni e anche qui avrà l'occasione di disputare qualificazioni mondiali ed europee.

### Statistiche

#### Presenze e reti nei club
Aggiornate al 20 aprile 2019.
| Stagione         | Squadra                      | Campionato       | Campionato | Campionato | Coppe nazionali | Coppe nazionali | Coppe nazionali | Coppe internazionali | Coppe internazionali | Coppe internazionali | Altre coppe | Altre coppe | Altre coppe | Totale | Totale |
| Stagione         | Squadra                      | Comp             | Pres       | Reti       | Comp            | Pres            | Reti            | Comp                 | Pres                 | Reti                 | Comp        | Pres        | Reti        | Pres   | Reti   |
| ---------------- | ---------------------------- | ---------------- | ---------- | ---------- | --------------- | --------------- | --------------- | -------------------- | -------------------- | -------------------- | ----------- | ----------- | ----------- | ------ | ------ |
| 2008-2009        | Venezia 1984                 | Serie A          | 10         | 0          | CI              | 1               | 1               | -                    | -                    | -                    | -           | -           | -           | 11     | 1      |
| 2009-2010        | Venezia 1984                 | Serie A          | 21         | 6          | CI              | 1               | 1               | -                    | -                    | -                    | -           | -           | -           | 22     | 7      |
| Totale Venezia   | Totale Venezia               | Totale Venezia   | 31         | 6          |                 | 2               | 2               |                      |                      |                      |             |             |             | 33     | 8      |
| 2010-2011        | Reggiana                     | Serie A          | 25         | 6          | CI              | 0               | 0               | -                    | -                    | -                    | SI          | 0           | 0           | 25     | 6      |
| 2011-2012        | Chiasiellis                  | Serie A          | 8          | 0          | CI              | 0               | 0               |                      |                      |                      |             |             |             | 8      | 0      |
| 2012-2013        | Bardolino Verona AGSM Verona | Serie A          | 23         | 11         | CI              | 6               | 3               | UWCL                 | 4                    | 0                    | -           | -           | -           | 33     | 14     |
| 2013-2014        | Bardolino Verona AGSM Verona | Serie A          | 23         | 22         | CI              | 3               | 6               | -                    | -                    | -                    |             | -           | -           | 26     | 28     |
| Totale Verona    | Totale Verona                | Totale Verona    | 46         | 33         |                 | 9               | 9               |                      | 4                    | 0                    |             |             |             | 59     | 42     |
| 2014-2015        | Mozzanica                    | Serie A          | 13         | 8          | CI              | 5               | 2               | -                    | -                    | -                    | -           | -           | -           | 18     | 10     |
| 2015-2016        | Mozzanica                    | Serie A          | 14         | 5          | CI              | 5               | 2               | -                    | -                    | -                    | -           | -           | -           | 19     | 7      |
| Totale Mozzanica | Totale Mozzanica             | Totale Mozzanica | 27         | 13         |                 | 10              | 4               |                      | -                    | -                    |             |             |             | 37     | 17     |
| 2017-2018        | Valpolicella                 | Serie A          | 10         | 1          | CI              | 1               | 0               | -                    | -                    | -                    | -           | -           | -           | 11     | 1      |
| 2018-2019        | ChievoVerona Valpo           | Serie A          | 12         | 0          | CI              | 1               | 0               | -                    | -                    | -                    | -           | -           | -           | 13     | 0      |
| Totale carriera  | Totale carriera              | Totale carriera  | 159        | 68         |                 | 23              | 15              |                      | 4                    | 0                    |             | 0           | 0           | 186    | 74     |

#### Presenze e reti in Nazionale
| Cronologia completa delle presenze e delle reti in nazionale ― Italia under 19 | Cronologia completa delle presenze e delle reti in nazionale ― Italia under 19 | Cronologia completa delle presenze e delle reti in nazionale ― Italia under 19 | Cronologia completa delle presenze e delle reti in nazionale ― Italia under 19 | Cronologia completa delle presenze e delle reti in nazionale ― Italia under 19 | Cronologia completa delle presenze e delle reti in nazionale ― Italia under 19 | Cronologia completa delle presenze e delle reti in nazionale ― Italia under 19 | Cronologia completa delle presenze e delle reti in nazionale ― Italia under 19 |
| Data                                                                           | Città                                                                          | In casa                                                                        | Risultato                                                                      | Ospiti                                                                         | Competizione                                                                   | Reti                                                                           | Note                                                                           |
| ------------------------------------------------------------------------------ | ------------------------------------------------------------------------------ | ------------------------------------------------------------------------------ | ------------------------------------------------------------------------------ | ------------------------------------------------------------------------------ | ------------------------------------------------------------------------------ | ------------------------------------------------------------------------------ | ------------------------------------------------------------------------------ |
| 24-05-2010                                                                     | Kumanovo                                                                       | Germania under 19                                                              | 4 – 1                                                                          | Italia under 19                                                                | Europeo under 19 2010 - Fase a gironi                                          | 1                                                                              | 46’                                                                            |
| 27-05-2010                                                                     | Kumanovo                                                                       | Inghilterra under 19                                                           | 2 – 1                                                                          | Italia under 19                                                                | Europeo under 19 2010 - Fase a gironi                                          | -                                                                              | 78’                                                                            |
| 30-05-2010                                                                     | Skopje                                                                         | Italia under 19                                                                | 3 – 3                                                                          | Scozia under 19                                                                | Europeo under 19 2010 - Fase a gironi                                          | -                                                                              |                                                                                |
| 09-02-2011                                                                     | Pordenone                                                                      | Italia under 19                                                                | 1 – 1                                                                          | Austria under 19                                                               | Amichevole                                                                     | -                                                                              | 46’                                                                            |
| 05-03-2011                                                                     | La Manga                                                                       | Italia under 19                                                                | 0 – 3                                                                          | Paesi Bassi under 19                                                           | Torneo di La Manga                                                             | -                                                                              | 66’                                                                            |
| 08-03-2011                                                                     | La Manga                                                                       | Italia under 19                                                                | 1 – 2                                                                          | Francia under 19                                                               | Torneo di La Manga                                                             | -                                                                              | 46’                                                                            |
| 30-05-2011                                                                     | Imola                                                                          | Italia under 19                                                                | 2 – 1                                                                          | Russia under 19                                                                | Europeo under 19 2011 - Fase a gironi                                          | -                                                                              | 46’                                                                            |
| 02-06-2011                                                                     | Cervia                                                                         | Italia under 19                                                                | 1 – 0                                                                          | Svizzera under 19                                                              | Europeo under 19 2011 - Fase a gironi                                          | -                                                                              | 63’                                                                            |
| 02-06-2011                                                                     | Bellaria-Igea Marina                                                           | Belgio under 19                                                                | 1 – 3                                                                          | Italia under 19                                                                | Europeo under 19 2011 - Fase a gironi                                          | -                                                                              | 85’                                                                            |
| 08-06-2011                                                                     | Bellaria-Igea Marina                                                           | Italia under 19                                                                | 2 – 3                                                                          | Norvegia under 19                                                              | Europeo under 19 2011 - Semifinale                                             | -                                                                              | 70’                                                                            |
| 17-09-2011                                                                     | Strumica                                                                       | Italia under 19                                                                | 7 – 0                                                                          | Armenia under 19                                                               | Qual. Europeo under 19 2012                                                    | 4                                                                              |                                                                                |
| 19-09-2011                                                                     | Strumica                                                                       | Italia under 19                                                                | 0 – 4                                                                          | Macedonia del Nord under 19                                                    | Qual. Europeo under 19 2012                                                    | -                                                                              | 79’                                                                            |
| 22-09-2011                                                                     | Strumica                                                                       | Italia under 19                                                                | 0 – 0                                                                          | Austria under 19                                                               | Qual. Europeo under 19 2012                                                    | -                                                                              |                                                                                |
| Totale                                                                         |                                                                                | Presenze                                                                       | 13                                                                             |                                                                                | Reti                                                                           | 5                                                                              |                                                                                |

| Cronologia completa delle presenze e delle reti in nazionale ― Italia under 17 | Cronologia completa delle presenze e delle reti in nazionale ― Italia under 17 | Cronologia completa delle presenze e delle reti in nazionale ― Italia under 17 | Cronologia completa delle presenze e delle reti in nazionale ― Italia under 17 | Cronologia completa delle presenze e delle reti in nazionale ― Italia under 17 | Cronologia completa delle presenze e delle reti in nazionale ― Italia under 17 | Cronologia completa delle presenze e delle reti in nazionale ― Italia under 17 | Cronologia completa delle presenze e delle reti in nazionale ― Italia under 17 |
| Data                                                                           | Città                                                                          | In casa                                                                        | Risultato                                                                      | Ospiti                                                                         | Competizione                                                                   | Reti                                                                           | Note                                                                           |
| ------------------------------------------------------------------------------ | ------------------------------------------------------------------------------ | ------------------------------------------------------------------------------ | ------------------------------------------------------------------------------ | ------------------------------------------------------------------------------ | ------------------------------------------------------------------------------ | ------------------------------------------------------------------------------ | ------------------------------------------------------------------------------ |
| 07-10-2008                                                                     | Bardolino                                                                      | Italia under 17                                                                | 3 – 1                                                                          | Azerbaigian under 17                                                           | Qual. Europeo under 17 2009                                                    | -                                                                              |                                                                                |
| 23-04-2009                                                                     | San Giuliano Terme                                                             | Italia under 17                                                                | 3 – 1                                                                          | Scozia under 17                                                                | Amichevole                                                                     | -                                                                              | 64’                                                                            |
| 25-04-2009                                                                     | Castelfranco di Sotto                                                          | Italia under 17                                                                | 0 – 0                                                                          | Germania under 17                                                              | Amichevole                                                                     | -                                                                              | 46’                                                                            |
| 19-05-2009                                                                     | Vivaro                                                                         | Italia under 17                                                                | 2 – 1                                                                          | Austria under 17                                                               | Amichevole                                                                     | -                                                                              | 55’                                                                            |
| 18-10-2009                                                                     | Muttenz                                                                        | Georgia under 17                                                               | 0 – 27                                                                         | Italia under 17                                                                | Qual. Europeo under 17 2010                                                    | 5                                                                              |                                                                                |
| 18-10-2009                                                                     | Pratteln                                                                       | Italia under 17                                                                | 7 – 0                                                                          | Fær Øer under 17                                                               | Qual. Europeo under 17 2010                                                    | -                                                                              |                                                                                |
| 08-04-2010                                                                     | Perugia                                                                        | Paesi Bassi under 17                                                           | 2 – 0                                                                          | Italia under 17                                                                | Qual. Europeo under 17 2010                                                    | -                                                                              |                                                                                |
| 10-04-2010                                                                     | Perugia                                                                        | Inghilterra under 17                                                           | 0 – 0                                                                          | Italia under 17                                                                | Qual. Europeo under 17 2010                                                    | -                                                                              | 63’                                                                            |
| 13-04-2010                                                                     | Bastia Umbra                                                                   | Italia under 17                                                                | 6 – 1                                                                          | Serbia under 17                                                                | Qual. Europeo under 17 2010                                                    | 1                                                                              |                                                                                |
| Totale                                                                         |                                                                                | Presenze                                                                       | 9                                                                              |                                                                                | Reti                                                                           | 6                                                                              |                                                                                |

### Cantante
Dopo il ritiro dal calcio, dal novembre 2016 al gennaio 2017 Marta Mason ha partecipato come cantante alla sedicesima edizione del talent show Amici di Maria De Filippi.
Il 7 luglio 2017 viene pubblicato il suo primo singolo, I Walk Alone.